# Centre d'Art Contemporani Walter Benjamin
El Centre d'Art Contemporani Walter Benjamin és un centre d'art de la ciutat de Perpinyà, de la comarca del Rosselló, a la Catalunya del Nord.
Està situat a la Plaça del Pont d'en Vestit, al barri de Sant Mateu, a l'edifici supervivent de l'antic col·legi antecessor del Liceu Francesc Aragó (l'altre fou demolit per obrir pas a la plaça actual). Abans del Centre d'Art encara hi hagué en aquest emplaçament l'Escola de Belles Arts de Perpinyà.

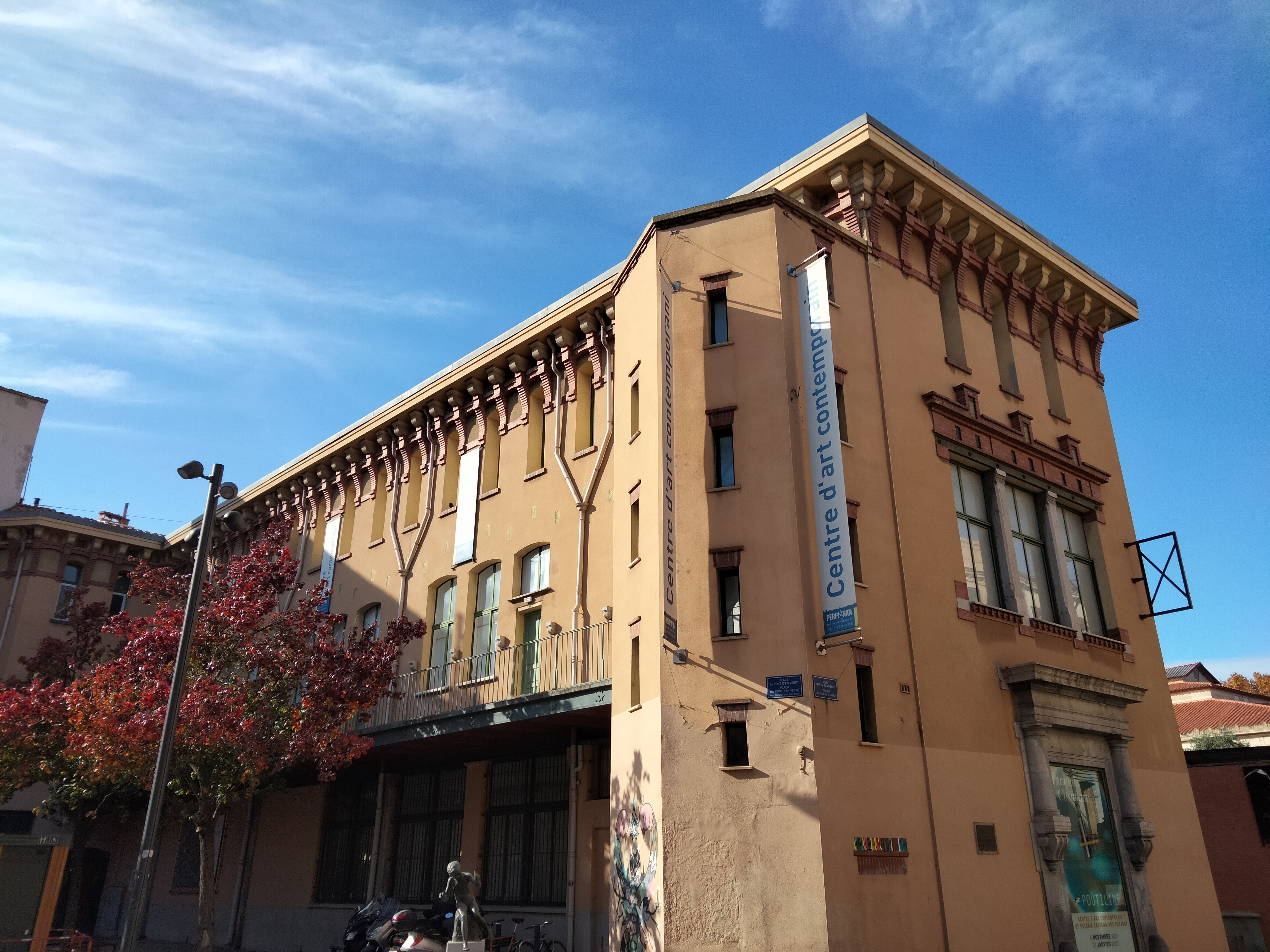
Façana

Disposa de seus de prop de 650 m², en dos pisos, als quals s'afegeix una sala de projecció vídeo de 50 places, en uns espais modelables segons les exposicions que s'hi organitzen. El seu paper és concebre exposicions i fer que el públic s'hi relacioni activament, amb l'objectiu d'obrir un espai de diàleg entorn de la creació contemporània.
La programació del Centre d'art contemporani desitja abastar tots els camps de la pràctica artística contemporània: disseny, dibuix, nous mitjans de comunicació, instal·lació, pintura, performances, fotografia, escultura, vídeo, …
El seu objectiu és mostrar la diversitat de l'art actual, tant a nivell de les problemàtiques estètiques o socials, com d'artistes emergents o confirmats, de notorietat regional, nacional o internacional.
Des del 2015, s'organitzen cada any entre tres i cinc exposicions, monogràfiques o col·lectives. S'hi vol privilegiar la cruïlla de tots els sabers i de totes les cultures, la finalitat de la programació, acompanyada d'accions de mediació, afavorir confrontacions constructives, aproximacions variades, estimulacions de l'esperit, reflexió i emoció, que permeten atraure tots els públics i, així, difondre l'art contemporani.